# Beat Bugs
Beat Bugs es una serie de animación por ordenador creada entre Canadá y Australia que narra las divertidas aventuras de cinco insectos que viven en un jardín.
Creada por el australiano Josh Wakely inspirado por su pasión por The Beatles, la serie gira en torno a las canciones de la popular banda. Se tardaron tres años en adquirir los derechos de las canciones para poder crear la serie.
Wakely estaba muy seguro de llevar a cabo su idea pese a los problemas con los derechos de las canciones. Wakely explicó: «Nunca he tenido en mente usar las canciones de otros grupos para la serie. Mi intención era transmitirles a los niños los mensajes éticos y de amor que contienen las canciones de los Beatles. Sus letras se prestan a la reinterpretación y tanto los personajes como el mundo que he creado están muy ligados a la imaginación de sus canciones, así que sabía que las necesitaba. Con los años la gente hablará de los Beatles de la misma forma que habla de Shakespeare». 
Cada episodio cuenta con una duración de media hora y en cada uno de ellos se muestra una aventura protagonizada por el grupo de insectos usando como base una canción de The Beatles. 
En la serie no suenan las canciones originales de The Beatles, sino nuevas versiones. Éxitos como Help! o Lucy in the Sky With Diamonds aparecen en Beat Bugs versionadas por los propios actores de doblaje o por artistas como Pink o Sia.
1. Todos los episodios de la primera temporada se publicaron en Netflix el 3 de agosto de 2016,[3] mientras que la segunda se publicó el 18 de noviembre del mismo año. Seven Network participa junto a Netflix en la producción de la serie, de manera que Beat Bugs se emite en Australia mediante la cadena de televisión del grupo, 7TWO.

La banda sonora de Beat Bugs está disponible de momento en la app Spotify y en la plataforma Apple Music.

## Actores de doblaje
- Ashleigh Ball como Jay
- Lili Beaudoin como Crick
- Charles Demers como Walter
- Rebecca Husain como Buzz
- Erin Mathews como Kumi

## Episodios
|     | Primera temporada                    |                     |
| N.º | Título                               | Fecha de emisión    |
| --- | ------------------------------------ | ------------------- |
| 1a  | "Help"                               | 3 de agosto de 2016 |
| 1b  | "Lucy in the Sky with Diamonds"      | 3 de agosto de 2016 |
| 2a  | "I Am the Walrus"                    | 3 de agosto de 2016 |
| 2b  | "I'm a Loser"                        | 3 de agosto de 2016 |
| 3a  | "Come Together"                      | 3 de agosto de 2016 |
| 3b  | "Rain"                               | 3 de agosto de 2016 |
| 4a  | "Good Day Sunshine"                  | 3 de agosto de 2016 |
| 4b  | "Sun King"                           | 3 de agosto de 2016 |
| 5a  | "Penny Lane"                         | 3 de agosto de 2016 |
| 5b  | "Birthday"                           | 3 de agosto de 2016 |
| 6a  | "I've Just Seen a Face"              | 3 de agosto de 2016 |
| 6b  | "Magical Mystery Tour"               | 3 de agosto de 2016 |
| 7a  | "When I'm Sixty-Four"                | 3 de agosto de 2016 |
| 7b  | "Doctor Robert"                      | 3 de agosto de 2016 |
| 8a  | "Ticket to Ride"                     | 3 de agosto de 2016 |
| 8b  | "Getting Better"                     | 3 de agosto de 2016 |
| 9a  | "Being for the Benefit of Mr. Kite!" | 3 de agosto de 2016 |
| 9b  | "You've Got to Hide Your Love Away"  | 3 de agosto de 2016 |
| 10a | "Day Tripper"                        | 3 de agosto de 2016 |
| 10b | "In My Life"                         | 3 de agosto de 2016 |
| 11a | "Why Don't We Do It in the Road?"    | 3 de agosto de 2016 |
| 11b | "The Word"                           | 3 de agosto de 2016 |
| 12a | "Glass Onion"                        | 3 de agosto de 2016 |
| 12b | "Honey Pie"                          | 3 de agosto de 2016 |
| 13a | "Carry That Weight"                  | 3 de agosto de 2016 |
| 13b | "Blackbird"                          | 3 de agosto de 2016 |

|     | Segunda temporada                       |                         |
| N.º | Título                                  | Fecha de emisión        |
| --- | --------------------------------------- | ----------------------- |
| 1a  | "Yellow Submarine"                      | 18 de noviembre de 2016 |
| 1b  | "I Call Your Name"                      | 18 de noviembre de 2016 |
| 2a  | "With A Little Help From My Friends"    | 18 de noviembre de 2016 |
| 2b  | "Get Back"                              | 18 de noviembre de 2016 |
| 3a  | "Mr. Moonlight"                         | 18 de noviembre de 2016 |
| 3b  | "There's A Place"                       | 18 de noviembre de 2016 |
| 4a  | "We Can Work It Out"                    | 18 de noviembre de 2016 |
| 4b  | "Sgt. Pepper's Lonely Hearts Club Band" | 18 de noviembre de 2016 |
| 5a  | "Christmas Time (Is Here Again)"        | 18 de noviembre de 2016 |
| 5b  | "Drive My Car"                          | 18 de noviembre de 2016 |
| 6a  | "Tomorrow Never Knows"                  | 18 de noviembre de 2016 |
| 6b  | "Nowhere Man"                           | 18 de noviembre de 2016 |
| 7a  | "Strawberry Fields Forever"             | 18 de noviembre de 2016 |
| 7b  | "The Fool On The Hill"                  | 18 de noviembre de 2016 |
| 8a  | "And Your Bird Can Sing"                | 18 de noviembre de 2016 |
| 8b  | "I'll Follow The Sun"                   | 18 de noviembre de 2016 |
| 9a  | "Hello Goodbye"                         | 18 de noviembre de 2016 |
| 9b  | "Got To Get You Into My Life"           | 18 de noviembre de 2016 |
| 10a | "Eleanor Rigby"                         | 18 de noviembre de 2016 |
| 10b | "I'm So Tired"                          | 18 de noviembre de 2016 |
| 11a | "Hey Bulldog"                           | 18 de noviembre de 2016 |
| 11b | "I'm Happy Just To Dance With You"      | 18 de noviembre de 2016 |
| 12a | "It Won't Be Long"                      | 18 de noviembre de 2016 |
| 12b | "Any Time At All"                       | 18 de noviembre de 2016 |
| 13a | "Please Mr. Postman"                    | 18 de noviembre de 2016 |
| 13b | "Across The Universe"                   | 18 de noviembre de 2016 |